# بليفاريزما
البليفاريزما (بالإنجليزية: Blepharisma)‏ هو جنس من الهدبيات الطلائعية أحادية الخلية التي يمكن العثور عليها في المياه العذبة والمالحة. يضم جنس البليفاريزما مجموعة مكونة من حوالي 40 نوعا معتمدا والعديد من الأنواع الفرعية والسلالات. على الرغم من أن هذه لأنواع تختلف اختلافا كبيرا من حيث الحجم والشكل، إلا أن معظمها يمكن التعرف عليه بسهولة من خلال لونها الأحمر أو الوردي، والذي ينتج عن حبيبات صباغ البليفاريزمين.
يمتلك جميع أعضاء جنس الهدبيات هذا سلسلة طويلة من الغشيات على الجانب الأيسر من الأخدود عن طريق الفم، بالإضافة إلى «غشاء متموج» ( هيكل يشبه رفرف أو وشاح أو شراع صغير، يتكون من أهداب طويلة مدمجة معا على هيئة ورقة واحدة) على الجانب الأيمن من الملامظ، نحو الخلف.
هناك أنواع معينة من البليفاريزما يمكن إدراجها في خانة الكائنات الحية النموذجية في مجال البحث العلمي. بالإضافة إلى ذلك ونظرا لأن بعض الأصناف سهلة الاستزراع ويمكن توريدها بسهولة من بيوت الإمداد العلمية، فهي كائن شائع لإجراء دراسات عليه بفصول العلوم في المدارس.

## البنية

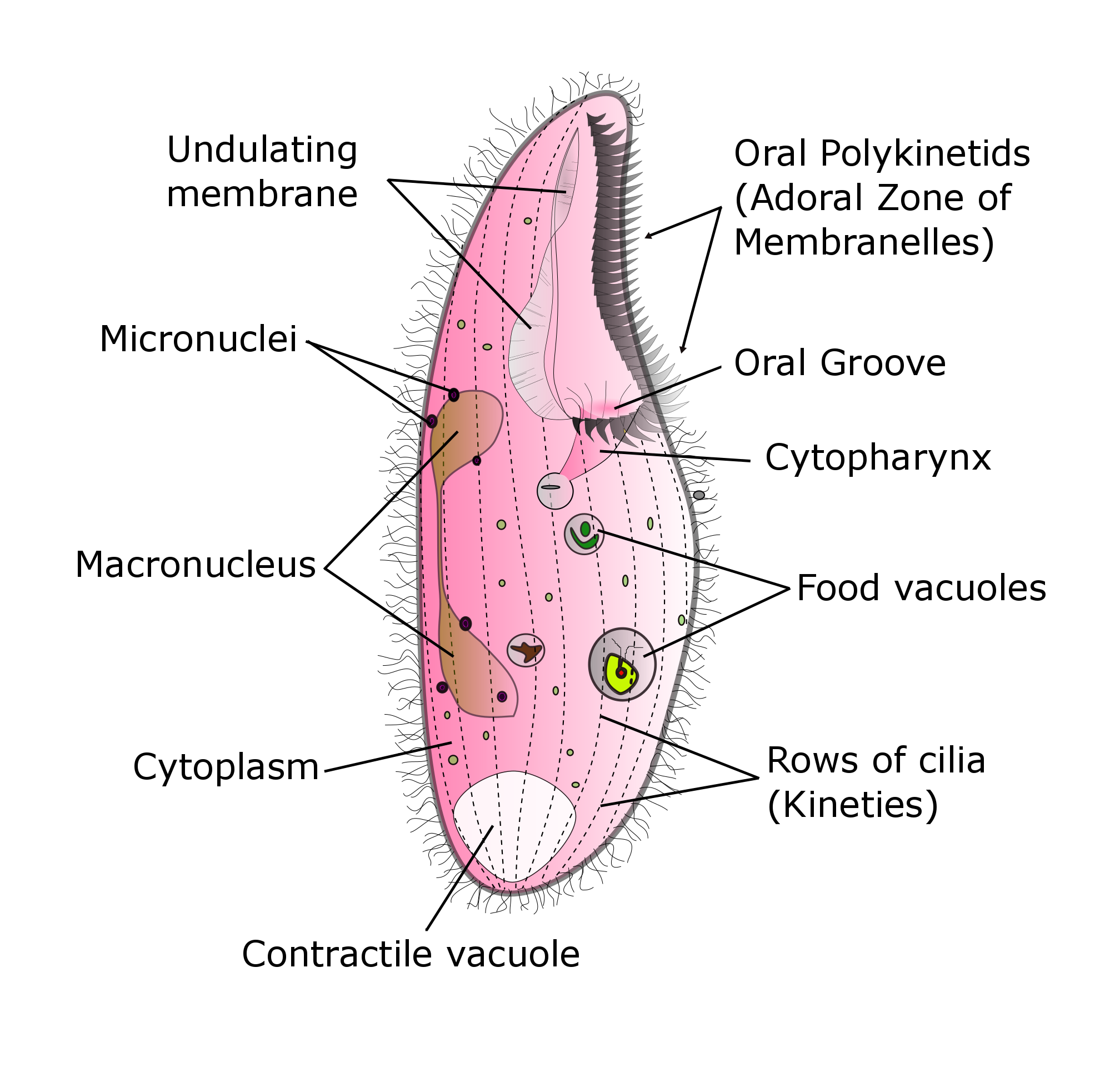
رسم تخطيطي لكائن بليفاريزما.

على الرغم من أن الطول الطبيعي لهذه الكائنات يتراوح عادة بين 75 و 300 ميكرومتر، إلا أنها يمكن أن تكون أصغر من ذلك (حوالي 50 ميكرومتر)، أو أكبر بكثير وصولا إلى 1 ملم. شكل جسم البليفاريزما هو ابآخر يختلف من نوع لآخر. فمثلا نجد أن النوع النمطي لجنس B. persicinum يأخذ شكلا بيضاوي؛ فيما ال B. lateritium تكون على شكل قطرة، مع جزء خلفي مستدير؛ بينما ال B. elongatum وB. sphagni فهما طويلان ونحيفان، ومستدقان على مستوى الجزء الخلفي وصولا إلى نقطة تشبه الذيل.
جميع أنواع البليفاريزما ذات أهداب منتظمة الشكل، في صفوف طولية، مع أشرطة صباغ تتناوب مع صفوف الأهداب هذه. الأهداب، هي عبارة عن عضيات صغيرة شبيهة بالشعر، تعمل على نقل الطعام إلى الفم وتستخدم كذلك في الحركة. يكون الصباغ الوردي أو الأحمر باهتا للغاية وفي بعض الحالات يكون غائبا تماما. في الجزء الخلفي للبليفاريزما توجد فجوة منقبضة، تكون في الغالب كبيرة جدا. يمكن أن تتخذ النواة الكبروية مجموعة متنوعة من الأشكال. اعتمادا على الأنواع ومرحلة الحياة، قد
تكون على شكل قضبان أو بيضاوية أو كروية أو
حتى طوقية الشكل (على شكل سبحة أو سلسلة من الخرز).

## التكاثر
تتكاثر البليفاريزما وعلى غرار كل الهدبيات لا جنسيا، بشكل عرضي عن طريق الانشطار الثنائي. يمكن أن يحدث الانشطار تلقائيا، كجزء من دورة الخلية النمائية، أو يمكن أن يكون نتيجة لظاهرة جنسية تسمى الاقتران، وهي عملية يتم من خلالها تبادل المواد الجينية بين الخلايا. أثناء عملية الاقتران، يتلامس اثنان من الكائنات الحية ويتشكل جسر سيتوبلازم مؤقت بينهما. تخضع النوى الصغيرة لكل خلية لانقسام اختزالي. بعد الانقسام، تنتقل النوى الصغيرة أحادية الصبغيات من فرد إلى آخر. تسمح هذه العملية بإعادة تشكيل الخصائص الوراثية، كما هو الحال عند الأنواع الأخرى التي تتكاثر جنسا يلي عملية الاقتران مباشرة انشطار ثنائي لكلا المقترنين.
عند البليفاريزما، وكما هو الحال عند بعض الهدبيات الأخرى، تستخدم المواد الكيميائية التي تدعى غامونات للحث على الاقتران عن طريق تحفيز التفاعل بين شركاء التزاوج المتوافقين. على الرغم من أن الخلايا المستنسخة عند البليفاريزما  تكون في بعض الأحيان قادرة على الاقتران مع بعضها البعض (ظاهرة تعرف الإخصاب الذاتي)  عادة ما ينطوي الاقتران على تفاعل بين خلايا من أنواع مختلفة.

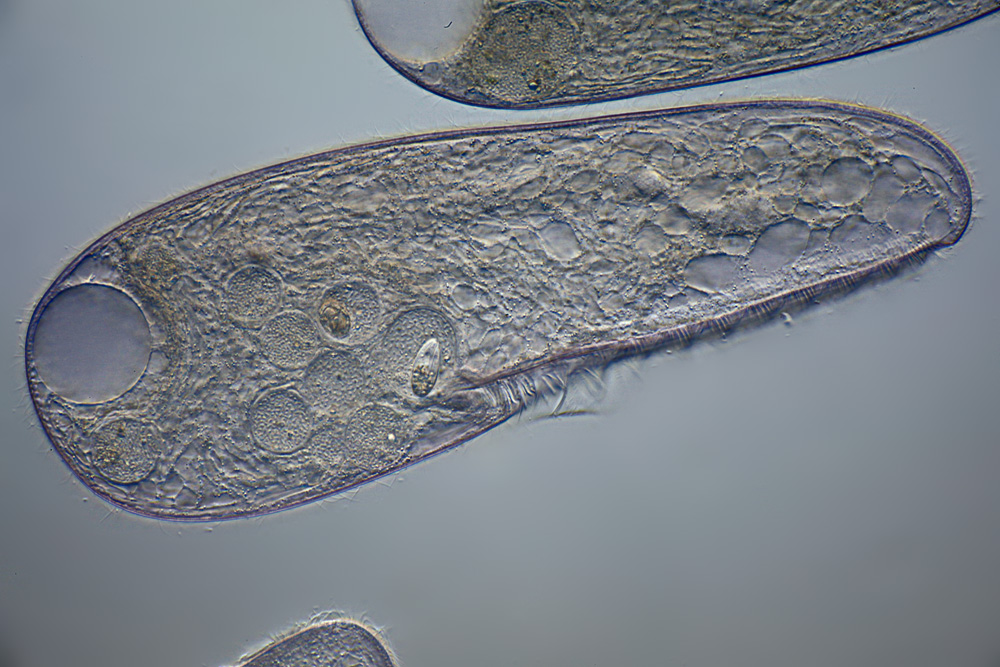
صورة مكبرة لكائنات بليفاريزما من نوع البليفاريزما اليابانية.

عند أنواع البليفاريزما اليابانية (بالإنجليزية: Blepharisma japonicum)‏، يوجد نوعان من التزاوج (I وII)، حيث يفرز كل نوع منهما فرمونا معينا (تسمى على التوالي غامون 1 وغامون 2). عندما تصبح خلايا التزاوج من النوع الأول ناضجة جنسيا بشكل معتدل، فإنها تقوم بإنتاج وإفراز الغامون 1. يعمل هذا الأخير بشكل خاص على خلايا النوع الثاني من التزاوج، حيث يعمل على تحولها لتصبح قادرة على الاقتران مع خلايا النوع الأول، وتحفيزها على إفراز الغامون 2. يقوم الغامون 2 بعد ذلك بتحويل خلايا النوع الأول لكي تتمكن من الاقتران مع خلايا النوع الثاني. يمكن بعدها للخلايا القادرة على الاقتران فعل ذلك. يمكن للأنواع المتقابلة (النوع الأول مع النوع الثاني أو العكس) الاقتران في إطار ما يسمى تهجين الأباعد (بالإنجليزية: Outcrossing)‏ وإخفاء الطفرات المتنحية الضارة في المرحلة ثنائية الصبغة من الدورة الجنسية.

## التغذية والسلوك
تتغذى البليفاريزما أساسا على مجموعة متنوعة من الكائنات الحية الصغيرة، التي تشمل البكتيريا، والطحالب السوطية، والدوارات، وغيرها من الهدبيات، بما في ذلك الأعضاء الأصغر التي تنتمي لنفس نوعها. أظهرت التجارب التي أجريت على البليفاريزما المتموجة (بالإنجليزية: Blepharisma undulans)‏ أن أكلها لأنواع من نفس جنسها يكسبها نموا زائدا. عندما يتبع الأفراد نظاما غذائيا يتكون من بليفاريزما أصغر أو بعض الهدبيات الأخرى (خاصة كولبيديوم كولبودا)، فإنهم يصلون إلى حجم كبير نسبيا. وطالما ظل نظامهم الغذائي دون تغيير، فإن هته «العمالقة» ستنقسم بدورها لتنتج في نهاية المطاف مزيدا من العمالقة. عندما تصبح الفرائس الكبيرة غير متوفرة، سوف يعود النسل إلى الحجم الطبيعي.

### السلوك
تتميز البليفاريزما بشكل ملحوظ بخوفها من الضوء، حيث أنه عندما تزداد مستويات الضوء فإن هذه الكائنات تبحث دائما عن المناطق المظلمة. تتمكن البليفاريزما من اكتشاف الضوء بواسطة حبيبات صبغة حساسة تقع أسفل غشاء خلوي|الغشاء البلازمي]] للخلية. تدعى الصبغة الموجود في هذه الحبيبات باسم البليفاريزمين، وهي نفس المادة التي تعطي للبليفاريزما لونها الوردي المميز. عادة ما تكون البليفاريزما وردية اللون عندما يتم الحصول عليها من الطبيعة، أما عندما تنمو في الظلام مع وجود وفرة في الطعام، فإنها تصبح حمراء. حيث يؤدي تعرضها للضوء أو الجوع إلى فقدانها للون، لكن الخلايا المصطبغة بدرجة عالية في المقابل يمكن أن تموت نتيجة لتعرضها للضوء الشديد.